# Jidai-Matsuri
Das Jidai-Matsuri (japanisch 時代祭}, Festival der Zeitalter) wird jährlich am 22. Oktober in Kyōto in Japan gefeiert.
Dieses Matsuri gedenkt des Umzuges der Kaiserlichen Hauptstadt nach Kyōto im Jahre 794 und wurde erstmals 1895 gefeiert.
Das Jidai-Matsuri ist eines der bekannten 3 großen Feste Kyōtos, die anderen sind Aoi-Matsuri am 15. Mai und Gion-Matsuri am 14.–17. Juli.
Das Fest wurde ursprünglich geschaffen, um die Stimmung in Kyōto anzuheben, nachdem der Kaiserliche Hof und die Hauptstadt 1868 nach Tokio umgezogen waren.
Zuerst werden die Mikoshi (tragbare Schreine) des ersten und des letzten in Kyōto residierenden Kaisers zum Alten Kaiserlichen Palast getragen, danach begibt sich eine Prozession von etwa 2.000 Personen mit Begleitung durch Trommeln und fünf Bands auf den fünfstündigen, 2 km langen Weg zum Heian-Schrein. Gesehen mit europäischen Augen ist die Stimmung dieses Umzugs eher traurig. Abgesehen von den Instrumentenspielern erfolgt der Umzug bei tiefstem Schweigen sowohl seitens der Darsteller als auch der Zuschauer.
Die Teilnehmer der Prozession tragen Kostüme, die an die verschiedenen Zeiten der Geschichte Kyōtos erinnern, beginnend mit den modernisierten Soldaten der Meiji-Zeit, die das Ende der Funktion als Hauptstadt 1868 verkörpern, zurück bis zu Kostümen der Heian-Zeit.
Bis zum Ende des Zweiten Weltkriegs durften keine Frauen am Fest teilnehmen.

## UNESCO-Kulturerbe
2016 wurde die Veranstaltung als Teil der Yama, Hoko, Yatai, Festwagenumüge in Japan von der UNESCO in die Repräsentative Liste des immateriellen Kulturerbes der Menschheit aufgenommen.

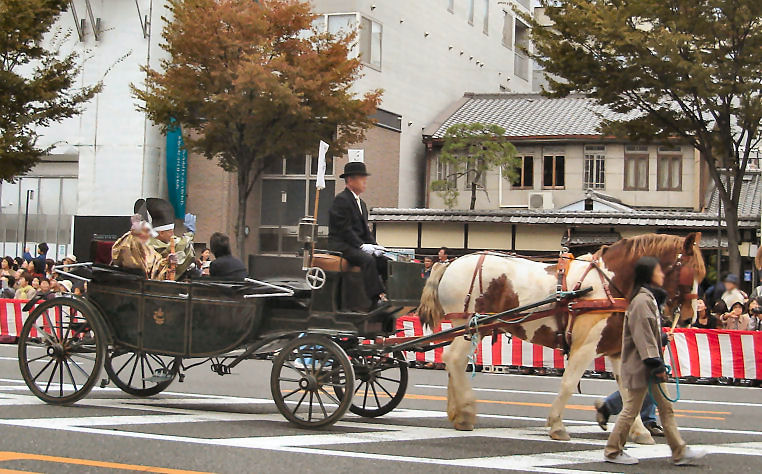
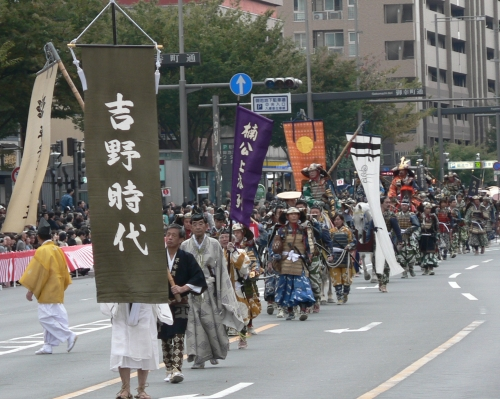
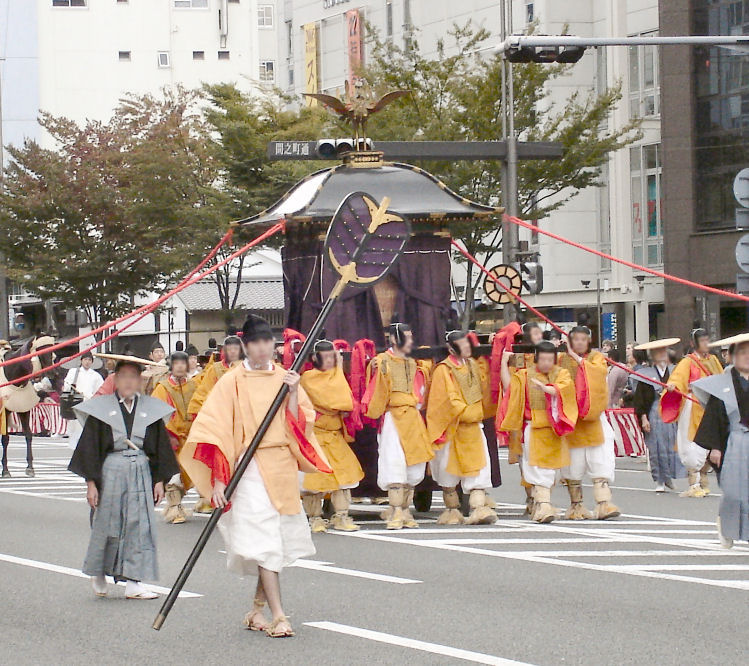